# Saint Thivisiau
Saint Thivisiau serait aussi connu sous le nom de saint Gwisiau. Il fait partie des saints bretons plus ou moins mythiques non reconnus officiellement par l'église catholique. On l'assimile souvent à saint Turiau, mais peut-être à tort. 

## Sa vie
Aucun détail de sa vie n'est connu à ce jour, sauf s'il s'agit de la même personne que saint Turiau bien entendu.

## Ses traces dans la Bretagne actuelle
Il existe à Landivisiau (Finistère), une fontaine Saint-Thivisiau. Le nom même de Landivisiau signifie en breton l'église de saint Thivisiau. Le pardon de saint Thivisiau a lieu le 2e dimanche d'octobre.
Dans la chapelle Saint-Visias (ou Saint-Vizias) de Guiclan, qui date du XVIe siècle, une statue de saint Thivisiau, représenté en évêque, existe. Saint Visias  (dit aussi saint Vizien ou saint Bizien) pourrait d'ailleurs très bien être une autre appellation de saint Thivisiau, le Thi de Thivisiau est un ancien préfixe hypocoristique ajouté en début de nom dans les langues celtiques. Le fait que le pardon de cette chapelle a lieu le même jour que celui de saint Thivisiau à Landivisiau renforce cette hypothèse.

## Liens
- Le site internet de la paroisse Saint Thivisiau - Bro Landi